# Kawasaki ZR-7
Kawasaki ZR-7 to motocykl typu naked bike produkowany przez firmę Kawasaki w latach 1999-2003.
W 1999 r. pojawił się następca Zephyra 750, wprowadzony pod nazwą ZR-7. Lukę między ER-5 a ZRX 1100 wypełniono motocyklem o zupełnie nowej stylizacji, który nie miał sobie równych pod względem atrakcyjności ceny w relacji do osiągów.
Nowy model przejął po poprzedniku lekko zmodyfikowany silnik, który okazał się jednym z jego największych atutów. Dzięki 76 koniom mechanicznym wyjątkowo tani ZR-7, tańszy nawet od Zephyra 750, mógł pochwalić się sporą werwą, przydatną zarówno w dżungli miejskich ulic, jak i na dłuższych trasach.
Kawasaki ZR-7 rozpoczął rynkową karierę w 1999 r. jako typowy "golas".
Obok wersji 76-konnej w ofercie znalazła się odmiana z silnikiem o mocy 34 KM, przygotowana z myślą o początkujących kierowcach.
W 2001 r. zadebiutowała wersja S, wyposażona w mocowaną do ramy owiewkę, dostosowany do niej reflektor i nową kierownicę.
Zarówno w ZR-7, jak i ZR-7S zastosowano też nowy widelec teleskopowy z twardszymi sprężynami i zwiększoną siłą tłumienia. To wynik reakcji producenta na problemy z prowadzeniem motocykla w szybko pokonywanych łukach z nie najlepszą nawierzchnią. Nerwowość jednośladu po części powodowana była zbyt miękkim zestrojeniem przedniego zawieszenia.
Nie zareagowano natomiast na inny element, powszechnie krytykowany przez użytkowników – zbyt "długie" przełożenie najwyższego biegu. Pozostało zatem bez zmian. Po 2001 r. modyfikowano jedynie drobiazgi, ZR-7 nie doczekał się już żadnych, poważnych modernizacji.
Jego kariera nie była długa. Zakończyła się praktycznie w 2003 r. Ostatnie egzemplarze sprzedawano w 2005 r. Nowa norma czystości spalin Euro 3, obowiązująca od 2003 r., była zbyt dużym wyzwaniem dla silnika starej generacji. Nostalgicznego ZR-7 zastąpiono znacznie nowocześniejszym modelem Z 750 z nowym silnikiem chłodzonym cieczą.
W ZR-7 za nieduże pieniądze kupuje się jednak nie tylko spore stadko mechanicznych rumaków, ukrytych w chłodzonym powietrzem czterocylindrowcu. Motocykl ma zmienione podwozie z centralną kolumną resorująco-tłumiącą, duży zbiornik paliwa o pojemności 22 l, centralną podstawkę, wygodną kanapę (także dla pasażera), a nawet regulowane dźwignie sprzęgła i przedniego hamulca. Takie wyposażenie wcale nie jest regułą w klasie średniej, zwłaszcza w wyjątkowo przystępnych cenowo modelach.

## Dane techniczne/Osiągi[1]

### Silnik
- Typ: czterosuwowy, chłodzony powietrzem
- Układ: R4
- Rozrząd: DOHC, 2 zawory na cylinder
- Pojemność skokowa: 739 ccm
- Średnica x skok tłoka: 66 × 54 mm
- Stopień sprężania: 9,5: 1
- Moc maksymalna: 56 kW (76 KM) przy 9500 obr./min
- Maksymalny moment obrotowy: 63 Nm przy 7300 obr./min
- Zasilanie: 4 gaźniki Keihin, 32 mm
- Smarowanie: z mokrą miską olejową
- Rozruch: elektryczny
- Alternator: 308 W
- Zapłon: bezstykowy, tranzystorowy

### Przeniesienie napędu
- Silnik-skrzynia biegów: łańcuch zębaty
- Sprzęgło: wielotarczowe, mokre
- Skrzynia biegów: pięciostopniowa
- Napęd tylnego koła: łańcuch rolkowy typu o-ring

### Podwozie
- Rama: zamknięta, podwójna, stalowa
- Zawieszenie przednie: widelec teleskopowy, 41 mm, skok130 mm
- Zawieszenie tylne: wahacz wleczony, centralna kolumna resorująco-tłumiąca, skok 130 mm
- Hamulec przedni: tarczowy, podwójny, 300 mm, pływające zaciski dwutłoczkowe
- Hamulec tylny: tarczowy, 240 mm, pływający zacisk dwutłoczkowy
- Opony przód / tył: 120/70 ZR 17 / 160/60 ZR 17

### Wymiary i masy
- Długość: 2110 mm
- Szerokość: 850 mm
- Wysokość: 1190 mm
- Wysokość siedzenia: 810 mm
- Rozstaw osi: 1455 mm
- Kąt pochylenia główki ramy: 64,5°
- Masa pojazdu gotowego do jazdy: 229 kg
- Dopuszczalna masa całkowita: 416 kg
- Zbiornik paliwa: 22 l

### Osiągi
- Prędkość maksymalna: 205 km/h
- Średnie zużycie paliwa: 6,6 l/100 km
- Przyspieszenie: 0-100 km/h – 4,4 s, 60-140 km/h – 11,7 s

### Dane eksploatacyjne
- Przegląd techniczny: co 6000 km
- Wymiana oleju: co 6000 km
- Kontrola luzu zaworowego: co 12000 km
- Olej silnikowy: SAE 20 W 50 (3,5 l z filtrem)
- Olej teleskopowy: SAE 10 W
- Luz zaworowy przy zimnym silniku: zawory ssące i wydechowe 0,08-0,18 mm
- Akumulator: 12V 10Ah
- Świece zapłonowe: NGK DR9EA/8EA
- Odstęp elektrod świec zapłonowych: 0,6-0,7 mm
- Ciśnienie w ogumieniu: z przodu i z tyłu 2,5 bar